# Gestor de descargas

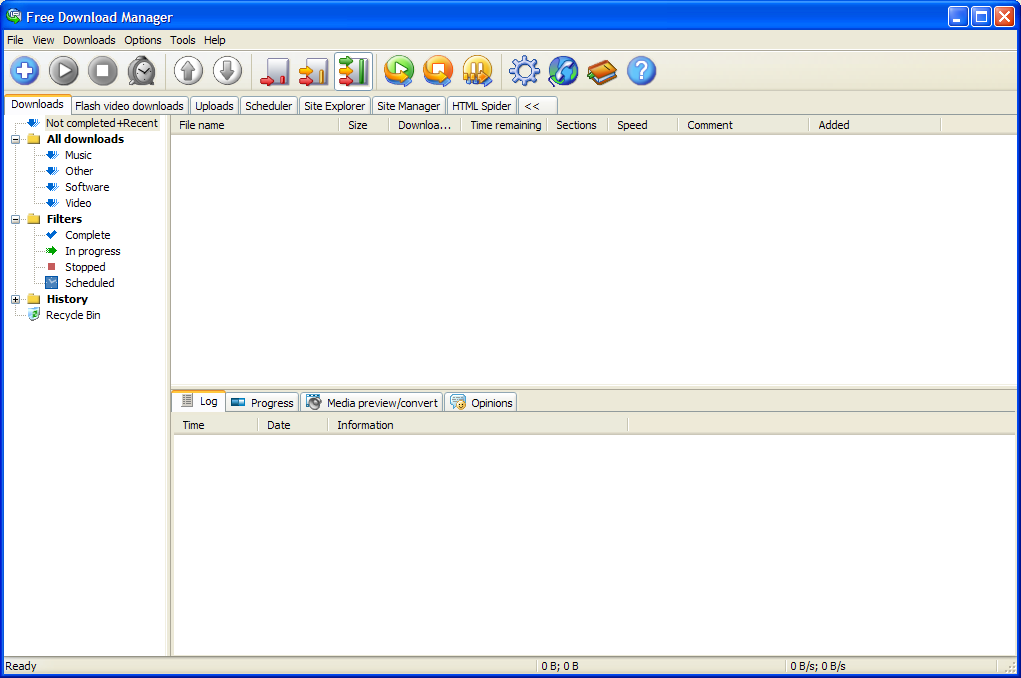
Captura de pantalla de Free Download Manager v2.5.723

Un gestor (o administrador o acelerador) de descargas es un programa diseñado para descargar archivos de Internet, ayudado de distintos medios como algoritmos, para ir pausando y reanudando las descargas de algún servidor FTP o página de Internet. Es muy recomendable su utilización cuando se trata de archivos grandes, tales como imágenes ISO, programas, vídeos, música, por mencionar algunos.
A diferencia de un navegador (que permite navegar por las páginas de la web, siendo la función de descarga de menos importancia), un gestor de descargas permite automatizar la descarga de varios archivos de acuerdo a parámetros de configuración. En particular, un gestor de descargas se puede utilizar para hacer una réplica de un sitio web completo.

## Características
Las principales funcionalidades de los administradores de descarga son:
- Pausar la descarga de archivos muy grandes.
- Reanudar descargas interrumpidas o pausadas.
- Descargar archivos en conexiones lentas.
- Descargar varios archivos de un sitio automáticamente a través de unas reglas sencillas (tipo de archivos, archivos actualizados, etc.).
- Transferencias automáticas recursivas (espejos).
- Descargas programadas (incluyendo desconexión y apagado automático).
- Búsquedas de sitios espejos (mirrors), y gestión de varias y diferentes conexiones a un mismo archivo para acelerar su descarga.
- Evitar que una descarga sin finalizar se corrompa si hay una desconexión accidental, ofreciendo la posibilidad de reanudarla posteriormente.

## Usos
Los administradores de descarga son útiles para usuarios activos de Internet. Por ejemplo, usuarios que utilizan el teléfono para navegar en Internet, pueden marcar automáticamente a su proveedor de Internet por la noche, cuando los costos y tarifas son habitualmente más bajos, descargar los archivos especificados, y colgar. Pueden almacenar los enlaces de los archivos a descargar durante el día, para realizar la descarga posteriormente. Para usuarios de banda ancha, los administradores de descarga pueden ayudar a descargar archivos grandes reanudando descargas interrumpidas, limitando la capacidad de descarga usada, de forma tal que la navegación del usuario no se vea muy afectada y el servidor no esté sobrecargado, o automáticamente navegar por un sitio y descargar contenido especificado por el usuario (fotos, galerías, colecciones de MP3, etc.), incluyendo la descarga automática de sitios enteros y regularmente actualizarlos.

## Tipos

### Gestor de descargas continuas
Son los más comunes gestores de descarga de Internet. Emplea características avanzadas, entre las cuales está la recuperación de archivos con errores producidos durante la descarga, resumen de descargas interrumpidas, listado de últimas descargas y muchas otras funciones. 
Al igual que otros gestores, estos programas cuentan con la capacidad de continuar la descarga de archivos aunque se hayan producidos errores. La descarga directa que ofrecen los navegadores no tienen esta posibilidad.
Estos errores pueden ser debidos, por ejemplo, a la suspensión repentina del suministro de energía eléctrica o la desconexión del módem. 
Algunos de estos gestores también pueden buscar en Internet varios servidores que tengan el archivo deseado y que estén disponibles, encontrando de forma automática aquel que ofrezca la mejor velocidad y estabilidad.
A estos programas se les puede configurar la fecha y hora en la que se debe comenzar la descarga de algún archivo de forma automática, sin importar si se cambia de servidor o si el servidor original se encuentre ocupado o fuera de línea en el momento. También se le puede indicar que apague la computadora cuando termine la descarga o cuando se requiera.

### Gestor de descargas por categorías
Este tipo de gestor funciona junto con el navegador y su principal labor es acelerar la descarga de los archivos de Internet. Contiene funciones tales como: definición de categorías dadas por el usuario, conexión y desconexión automática, agenda de descargas, comprobación antivirus automática, etc. 
Permite establecer vínculos con los lugares de descarga la información y ordenar los archivos que se descargan para posteriormente poder administrarlos en forma similar a como se hace en las ventanas de exploración. Antes y durante la descarga se pueden observar valores aproximados del tamaño de los archivos, el tiempo que tarda la descarga y la velocidad de transferencia. Este programa permite ver además qué servidores poseen los archivos deseados y quienes cuentan con las tazas de transferencia más rápida. Se puede configurar para que automáticamente se conecte a la PC del proveedor de internet, realice la descarga o las descargas, culmine la conexión y apague la computadora.

### Gestor de descargas fragmentadas
Este gestor fragmenta los archivos en partes cuando el tamaño es establecido por el usuario en la configuración. Después de descargar los fragmentos los integra para conformar el archivo nuevamente. Son programas ideales para la descarga de archivos grandes a través de navegadores con servidores tanto HTTP como FTP.

## Gestores de descargas y navegadores web
Muchos administradores de descarga ya vienen integrados con algunos navegadores de Internet populares y son muy fáciles de usar. Pulsando el enlace de la página web, automáticamente se empieza la descarga en el administrador de descarga. Para usuarios avanzados, están disponibles funciones adicionales como programar descargas, tráfico en forma, chequeo de virus y categorización.
Algunos administradores están optimizados para alguna función en específico. Por ejemplo, Offline Explorer está diseñado para la descarga de sitios web completos.

## Distribución de contenidos
Mientras los administradores de descarga están diseñados para proporcionar al usuario un gran control de las descargas, algunos gestores de descarga están creados para dar ese control a los distribuidores de contenido. Algunas compañías de software, como por ejemplo Adobe, utiliza esos administradores de descarga para descargar software de sus propios sitios. Esto aumenta la confiabilidad y les reduce costos de soporte técnico. Una posible razón es el aumento del control sobre la redistribución de su software (incluso cuando el software es freeware).

## Ejemplos de gestores de descargas
Entre los gestores de descargas más populares para algunos tipos de Descarga directa, se encuentran mipony, JDownloader, FlashGet, Free Download Manager, QuickDownloader, ReGet, KGet, Go!Zilla, Orbit Downloader, GetRight, NetAnts, Offline Explorer, rdesc, KMAGO, Freerapid Downloader, RapGet, Tucan Manager, MegaDownloader ( Este último solo es para descargar desde Mega ) y otros más. Para usuarios de líneas de comandos, existe wget.